# Baryconus narendrani
Baryconus narendrani är en stekelart som beskrevs av Rajmohana 2007. Baryconus narendrani ingår i släktet Baryconus och familjen Scelionidae. Inga underarter finns listade.